# Cropia europs
Cropia europs là một loài bướm đêm trong họ Noctuidae.